# أحمد أباد (فيروزة)
أحمد أباد (بالفارسية: احمدآباد) هي مستوطنة تقع في قسم فيروزة الريفي (مقاطعة فيروزة) في إيران. يقدر عدد سكانها بـ 18 نسمة بحسب إحصاء 2016.